# Magpie Records
Magpie Records ist ein britisches Plattenlabel. 
Das Label wurde im Jahre 1976 von Bruce Bastin gegründet. Es spezialisiert sich auf Wiederveröffentlichungen von Vor- und Nachkriegs-Blues- und -Jazz-Aufnahmen. Diese Aufnahmen waren ursprünglich auf Schelllackschallplatten herausgegeben worden. Magpie Records wiederveröffentlichte sie früher auf Langspielplatten (LPs), seit Ende der 1980er-Jahre auch auf Compact Disc (CDs).